# Lorenzo Lotto
Lorenzo Lotto (Venezia, 1480 – Loreto, 1556/1557) è stato un pittore italiano.

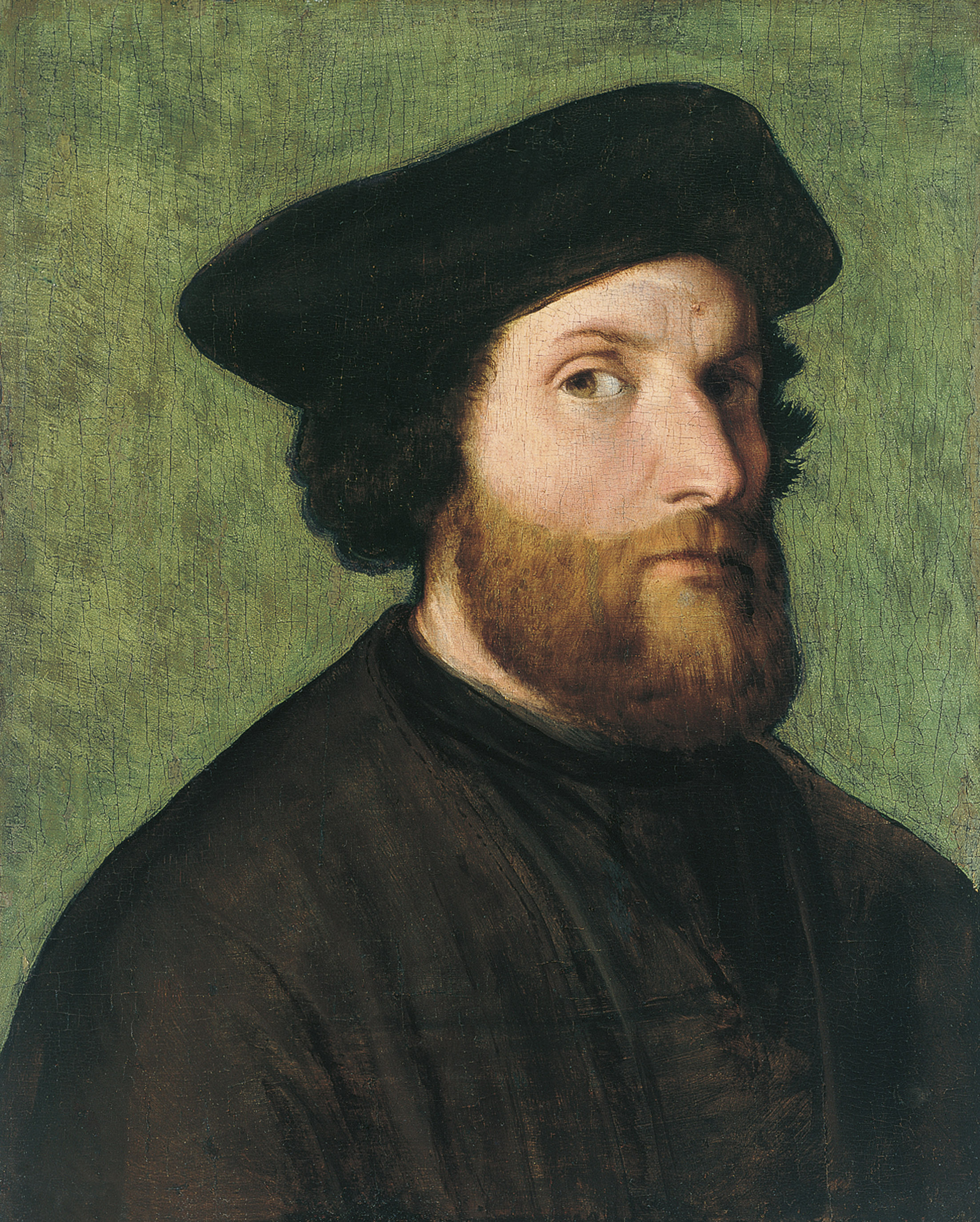
Autoritratto (?) attribuito a Lotto, Museo Thyssen-Bornemisza, Madrid

Fu tra i principali esponenti del Rinascimento veneziano del primo Cinquecento, sebbene la sua indole originale e anticonformista lo abbia portato presto a una sorta di emarginazione dal contesto lagunare, dominato da Tiziano. Si spostò quindi molto, accendendo con il suo esempio le scuole di zone considerate periferiche rispetto ai grandi centri artistici, come Bergamo e le Marche. La sua vicenda umana fu spesso segnata da cocenti insuccessi e amare delusioni – in parte colmati dalla rivalutazione nella critica moderna – che fanno della sua figura un soggetto sofferto, introverso e umorale, di grande modernità.

## Biografia

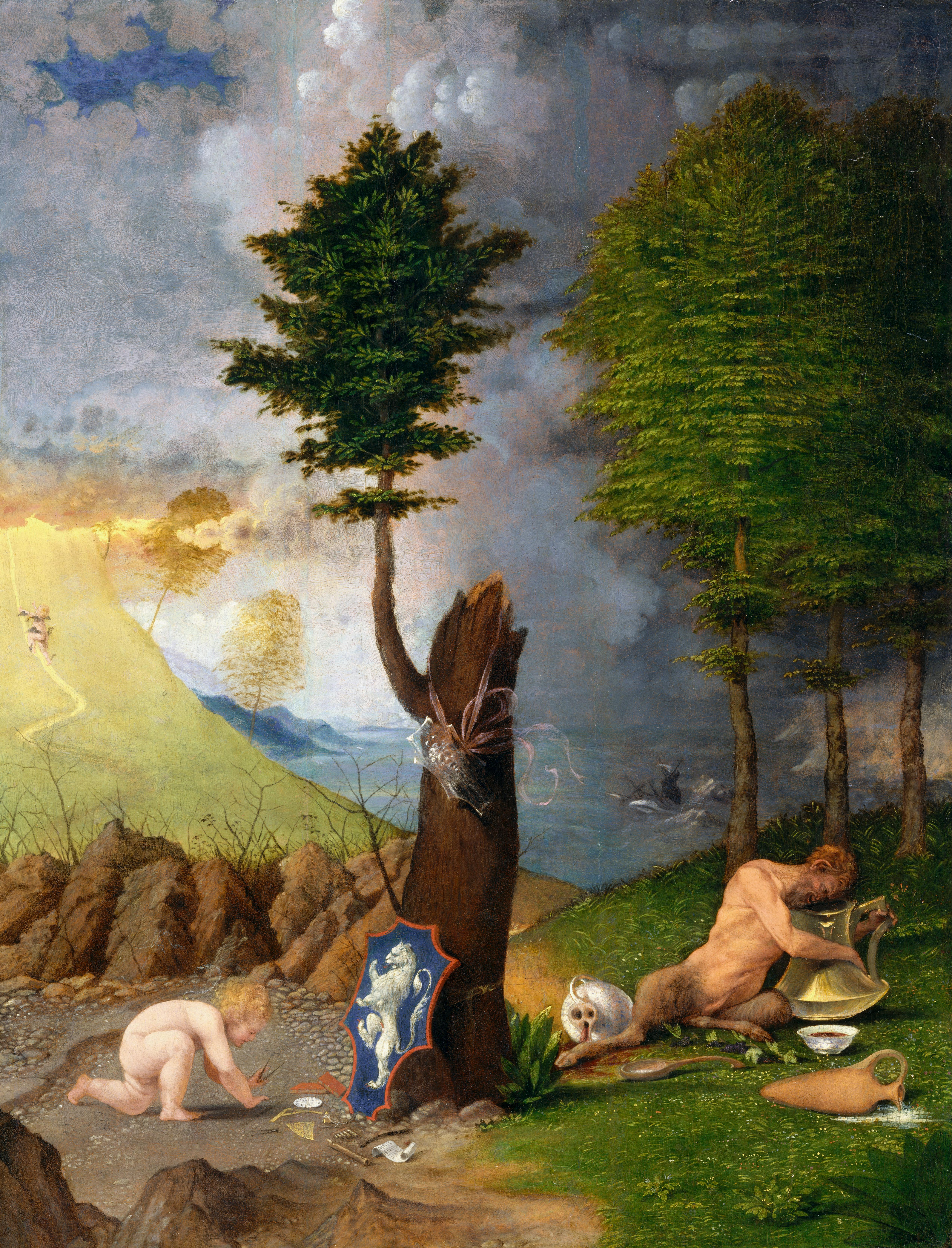
Allegoria della Virtù e del Vizio (1505)

La vita di Lorenzo Lotto è stata spesso segnata da un'inquietudine dovuta all'incapacità di cedere a compromessi in campo artistico o anche spirituale. Non cercò mai il facile successo e perciò si trovò ripetutamente in difficoltà economiche. Piuttosto che tradire i suoi ideali preferì una vita raminga in cerca di committenti che potessero capirlo ed apprezzarlo. Dopo un breve periodo in cui godette di una certa fama, fu dimenticato e, nella sua Venezia, persino schernito. Dopo secoli di oblio, la sua figura fu riscoperta alla fine dell'Ottocento dal grande critico d'arte Bernard Berenson che ripercorse gli itinerari del peregrinare del Lotto svelando poco a poco un eccellente artista rinascimentale, che poi fece conoscere al grande pubblico. Di lui Berenson scrisse: "Per capire bene il Cinquecento, conoscere Lotto è importante quanto conoscere Tiziano".
La ricostruzione delle vicende biografiche e artistiche di Lotto si basa su un discreto numero di lettere autografe, soprattutto legate al periodo bergamasco, sui testamenti e sul Libro di spese diverse, cioè il suo registro personale di entrate e uscite, tenuto negli ultimi anni di vita. Inoltre molte opere sono datate e firmate.

### La formazione a Venezia
Lorenzo Lotto nacque a Venezia nel 1480 da un Tommaso del quale non si conosce la professione. Trascorse nella città natale l'infanzia e l'adolescenza, ricevendovi la prima formazione artistica: il Vasari lo ricordò allievo di Giovanni Bellini, «avendo imitato un tempo la maniera de' Bellini, s'appiccò poi a quella di Giorgione». Molti altri autori, tuttavia, lo ritengono allievo di Alvise Vivarini, soprattutto per la severa monumentalità delle sue prime opere.
Tra i suoi modelli ci fu sicuramente Bellini, allora il più importante pittore in Laguna, ma il giovane artista dovette guardare con interesse anche alla coeva pittura nordica (Dürer era stato personalmente a Venezia probabilmente nel 1494-1495 e sicuramente nel 1506-1507, e le sue incisioni avevano una vastissima circolazione), da cui riprese il realismo dei particolari, il patetismo della rappresentazione e la visione di una natura misteriosa e inquietante, e ad artisti come Cima da Conegliano, la cui luce ferma e zenitale, i colori smaglianti e i contorni nitidi sono più vicini allo stile del giovane pittore rispetto al pulviscolare tonalismo di Giorgione, Bellini e allievi.

### A Treviso

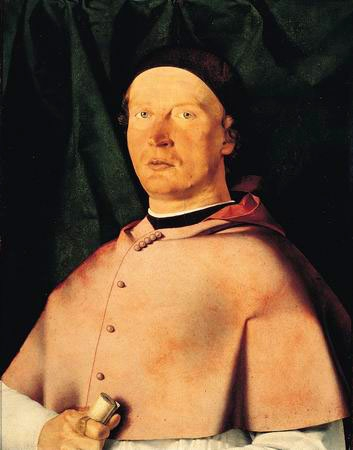
Ritratto del vescovo Bernardo de' Rossi, 1505
Napoli, Capodimonte

Tra il 1503 e il 1504 è documentato per la prima volta come pittore a Treviso, dove ottenne le sue prime commissioni di rilievo e i primi successi personali. La vita culturale della cittadina di provincia ruotava attorno alla personalità del vescovo Bernardo de' Rossi da Parma, attorniato da una piccola corte di letterati e artisti, per il quale Lotto eseguì, nel 1505, un ritratto austero, da un saldo impianto plastico e dalla definizione fisionomica precisa, dotato anche di una coperta con un vivace soggetto allegorico. In quest'ultima Lotto realizzò un'immagine criptica attraverso un'originale elaborazione di motivi allegorici; analogamente, l'Allegoria della Castità del 1505 circa, altro coperto di un ritratto non identificato, presenta un accostamento libero di motivi soggetti simbolici.
La prova di maggiore impegno di quel soggiorno fu la grande pala della chiesa di Santa Cristina al Tiverone, presso Treviso, una solenne Sacra Conversazione del 1505, che, riprendendo e aggiornando modelli come la Pala di San Zaccaria di Bellini e la Pala di Castelfranco di Giorgione, mostra un ritmo più serrato, che porta i personaggi ad intrecciare sguardi e gesti con attitudini inquiete e variate, non più solamente all'insegna della serena e silenziosa contemplazione; la luce inoltre è fredda e incidente, distante dalla calda e avvolgente atmosfera dei tonalisti.
Con l'Assunta del Duomo di Asolo e il Ritratto di giovane con lucerna, del Kunsthistorisches Museum di Vienna, entrambi del 1506, si concluse l'esperienza trevigiana. Di quest'ultimo si è scoperta l'identità: si tratta di Broccardo Malchiostro, giovane ecclesiastico, segretario del vescovo Bernardo de' Rossi, come mostrano i fiori di cardo ricamati sulla tenda di broccato, presenti nello stemma dell'effigiato, e dal gioco di parole dato da "broccato+cardo-Broccardo". Anche la lucerna che si intravede in alto a destra, posta in un ambiente scuro oltre la tenda, allude alla fallita congiura ordita nel 1503 contro di lui e il vescovo de' Rossi.

### Tra le Marche e Roma
Acquistata in così pochi anni una notevole fama, il pittore è invitato nel 1506 nelle Marche dai domenicani di Recanati, con i quali mantenne ottimi rapporti per tutta la vita. Nel 1508 terminò il grande polittico per la chiesa di San Domenico, conservato nel Museo civico Villa Colloredo Mels. In un'architettura tradizionale inserì figure monumentali e inquiete, immerse in una penombra percorsa da una luce che crea forti contrasti. L'opera chiuse il ciclo giovanile dell'attività del Lotto, ormai pittore maturo e consapevole dei propri mezzi.
Dopo un breve ritorno a Treviso, nel 1509 si recò a Roma, chiamato da papa Giulio II per partecipare alla decorazione dei suoi appartamenti nei Palazzi Vaticani. Qui lavorò a fianco del Il Sodoma e di Bramantino in opere poi distrutte per far posto alle Stanze di Raffaello.

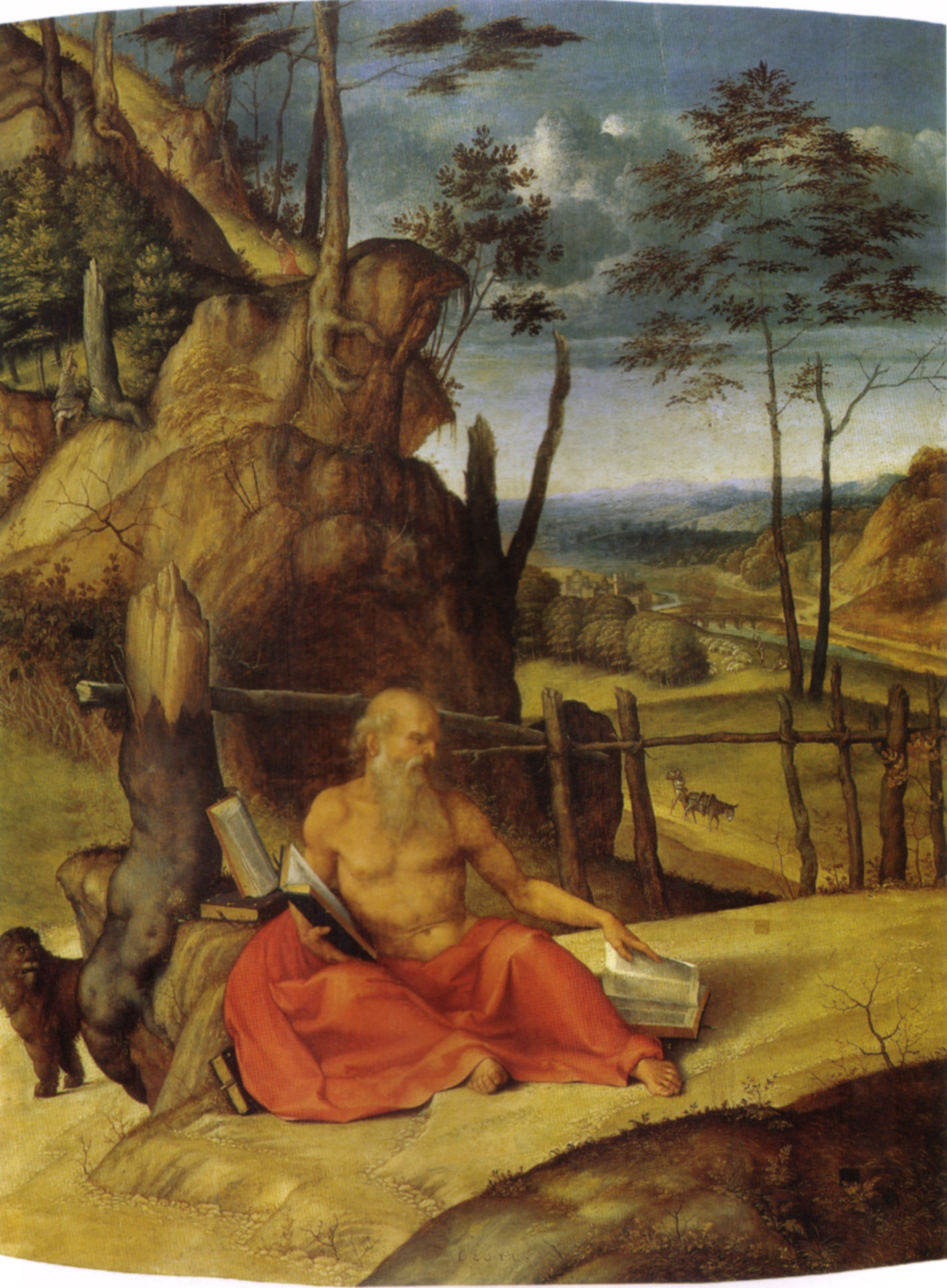
San Girolamo penitente, 1509 circa
Roma, Castel Sant'Angelo

L'unica opera riferibile con una certa sicurezza al periodo romano, in particolare il 1509 circa, è il San Girolamo penitente, conservato a Castel Sant'Angelo, tema già trattato nel 1506. In questa versione, a contatto con l'ambiente culturale romano, schiarì la tavolozza, immergendo il santo in un paesaggio meno nordico e più solare, ma non meno inquietante per il carattere antropomorfo di elementi naturali, quali il tronco nodoso vicino al leone o le radici, in forma di mano artigliata, dell'albero che si abbarbica sopra lo sperone di roccia, dietro il santo.
L'impatto con la corte pontificia e la grande "officina" romana, dove lavorano il marchigiano Bramante, i lombardi Bramantino e Cesare da Sesto, il senese Domenico Beccafumi, il piemontese Sodoma e Michelangelo e soprattutto Raffaello con i suoi allievi (a fianco del quale dovrebbe aver lavorato), si pensa sia stato sconvolgente per il talentoso ma schivo Lorenzo. Se da Raffaello prese spunto per arricchire la propria tavolozza di toni caldi e corposi, tutto d'un tratto dovette sentire il peso e le aspettative del Rinascimento romano al suo culmine, che lo indirizzava probabilmente a un rifiuto della sua tradizione formativa veneta per abbracciare l'aulico classicismo allora in voga.
Nel 1510, a costo di sprecare l'occasione di una consacrazione definitiva, lasciò infatti Roma precipitosamente, e non vi fece più ritorno. Rimangono a testimonianza del suo passaggio i pagamenti del 1509, mentre i suoi lavori furono poi coperti dalle pitture dell'urbinate. Solo un anno dopo, un suo conterraneo come Sebastiano del Piombo fece fruttare invece, con tutt'altri risultati, la chance romana. Lotto invece iniziò l'inquieto vagabondare che lo porterà in una condizione di emarginazione, tanto provocata che subita.
A giudicare dalle influenze in opere successive visitò Perugia e Firenze, dove ammirò alcune opere, tra gli altri, di Perugino e Raffaello, e finì poi per tornare nelle Marche, dove è documentato per il contratto firmato il 18 ottobre 1511 con la Confraternita del Buon Gesù di Jesi per una Deposizione nella chiesa di San Floriano (ospitato nella locale Pinacoteca). Si recò poi nuovamente a Recanati, dove dipinse anche la Trasfigurazione per la chiesa di Santa Maria di Castelnuovo, ospitato al Museo Civico, improntata su modelli raffaelleschi a cui però reagì mostrando repentini scatti espressionistici e schemi compositivi complessi, con figure in pose macchinose. Il trionfante classicismo romano aveva certamente turbato le certezze veneziane e nordiche di Lorenzo senza però convincerlo realmente; sembra che egli lo sperimenti quasi ad avere conferma della sua inefficacia.

### I capolavori di Bergamo (1513-1526)

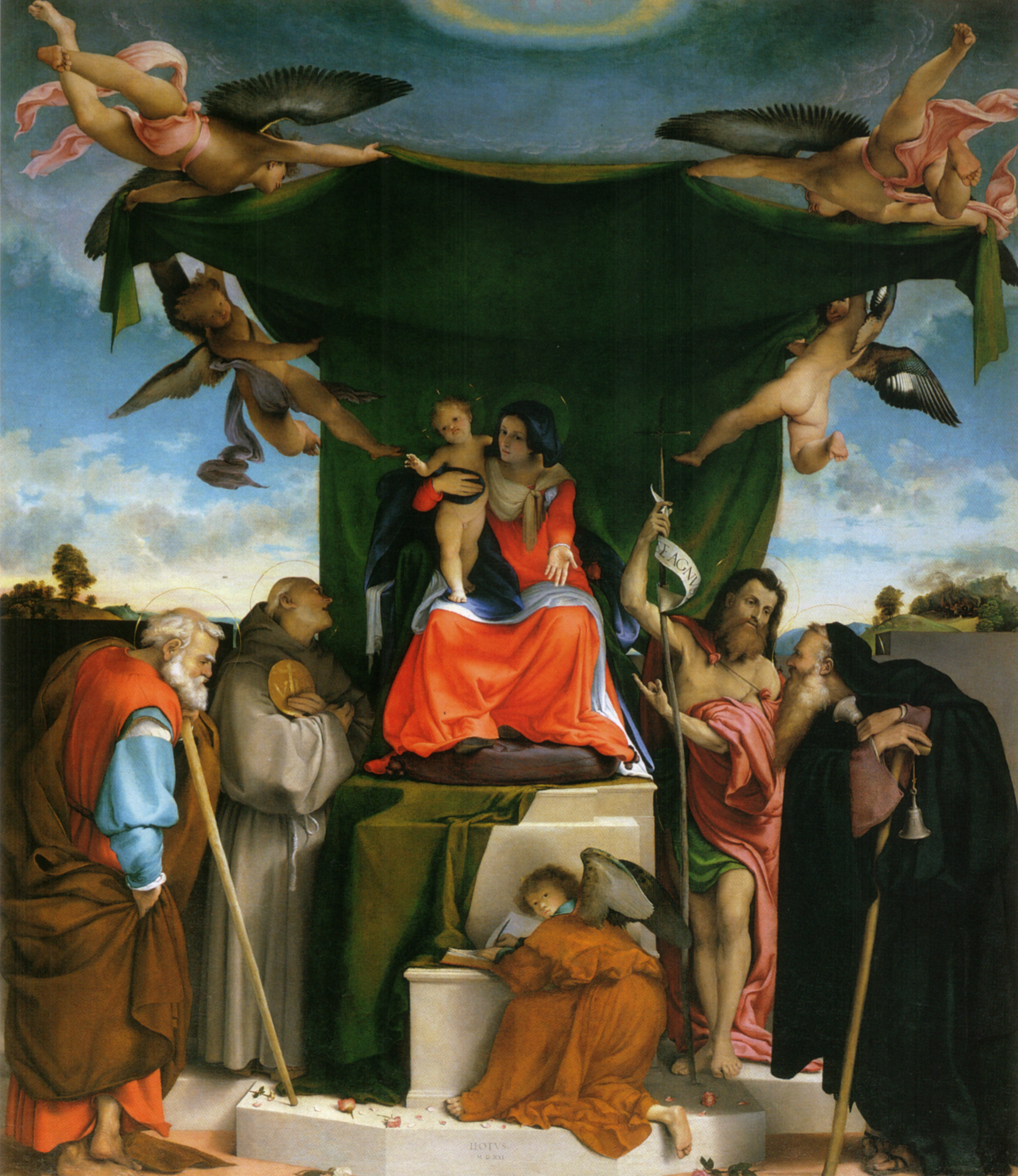
Pala di San Bernardino, 1521, Bergamo, San Bernardino in Pignolo

Nel maggio del 1513 Lotto partecipò a un concorso, con altri pittori, venendo scelto dai domenicani di Bergamo per eseguire una pala d'altare per la loro chiesa.
Fu l'inizio di un soggiorno di ben tredici anni nella città orobica, il momento più felice e fecondo della sua carriera. «A Bergamo, dove si recò nel '13, il Lotto ritrovò il suo mondo. La parentesi romana con i suoi strascichi marchigiani, fu dimenticata, almeno in apparenza. (…) Si ridusse a lavorare in provincia, ma liberamente, (…). Qui ebbe modo di conoscere altre esperienze, quelle dei pittori Lombardi che avevano visto Leonardo, (…)».
A quel tempo Bergamo era la città più a ovest nei possedimenti della Serenissima e sebbene fosse una realtà culturale posta ai margini del dibattito intellettuale dei centri maggiori, qui si incontravano le esperienze lombarde e venete, creando una realtà stimolante che Lotto seppe sfruttare appieno. Tentò con successo una sintesi tra le correnti, stimolato anche dalla committenza locale, colta ed esigente, e dal contatto con artisti quali Gaudenzio Ferrari e forse anche Correggio.
Le inquietudini maturate a Roma ed espresse nei dipinti marchigiani si acquietarono, lasciando libero il Lotto di esprimersi in quella che si potrebbe definire un'arte provinciale, liberando questo termine dalle connotazioni negative. Questa scelta potrebbe sembrare perdente di fronte al grande movimento romano, ma corrisponde all'esigenza interiore di esprimere un'arte diversa da quella apprezzata nei centri maggiori. L'artista, stimolato anche dalla committenza locale, tentò una sintesi tra la rinnovata arte veneta e la tradizione lombarda, venendo in contatto con l'opera di Gaudenzio Ferrari, dei leonardeschi, dei maestri bresciani (Moretto, Romanino e Savoldo), del Pordenone e forse anche del Correggio, nonché con le incisioni nordiche e forse l'arte di Hans Holbein. In ogni caso, se esistono alcuni punti di contatto con questo o quest'altro artista, la produzione di Lotto a Bergamo si muove su binari essenzialmente autonomi, all'insegna di invenzioni originali ed energiche.

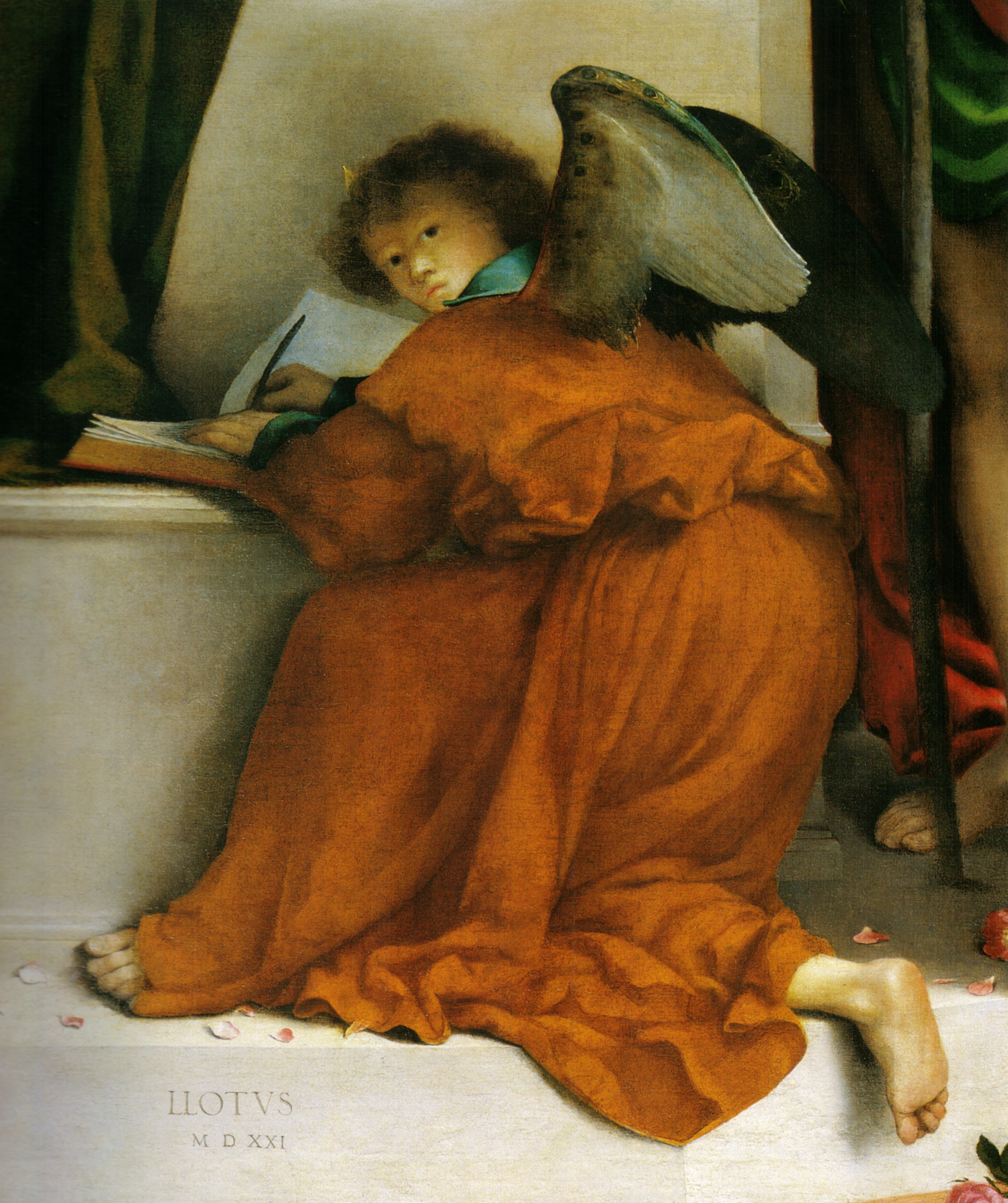
Pala di San Bernardino, particolare dell'angelo scrivente

La prima prova è la grande Pala Martinengo, completata solo nel 1516 (a causa delle drammatiche vicende seguite alla sconfitta di Agnadello fino alla definitiva riconquista veneziana dei territori di terraferma nel 1516), quella commissionata per i Domenicani e che detiene il record di più grande pala dipinta da Lotto e anche mai eseguita a Bergamo. Il Lotto vi inserì le figure, contrariamente al solito, verso la fuga di colonne della navata, e non sullo sfondo dell'abside, al limite fra l'ombra e la luce, in una struttura architettonica classica, aperta nella cupola verso il cielo, da dove piove la luce e si affacciano due angeli, forse riecheggiando la Camera degli Sposi di Mantegna.
Il successo dell'opera spalancò le porte della committenza locale al Lotto, sia pubblica, con numerose pale d'altare, sia privata, con ritratti e opere devozionali. Del 1517 è la Susanna e i vecchioni (conservato agli Uffizi) e del 1521 è il Commiato di Cristo dalla madre (Berlino), dove apre ancora l'architettura alla luce di un ampio giardino: le figure monumentali richiamano, nel patetismo espressivo e popolaresco, le statue di Gaudenzio Ferrari nel Sacro Monte di Varallo. Fu in questo periodo che si trovò ad assumere due garzoni che lo potessero aiutare nelle committenze. Il primo, certo Giorgio Rottoli di Calusco, venne assunto per un periodo di sette anni, con l'impegno di insegnargli la professione dandogli poi una buona uscita di 10 ducati. Il contratto riporta la firma LLotus facendo quindi ritenere che fosse questo il suo nome: Lorenzo Lotto figlio del fu Tomaso Lotti. Se questo contratto fu sciolto già nel 1519 ne fu redatto uno ulteriore per la durata di otto anni con Giacomino Cattaneo di Rivolta d'Adda e il fratello Marcantonio di quindici anni: “prestans vir et pictor clarissimus dominus magister Laurentius Loti de Venetiis nunc habitat or Bergomi”. Fondamentale per Lotto avere un garzone che potesse seguirlo nei suoi viaggi che l'artista intraprese per studiare l'arte del territorio anche seguendo Domenico Tasso maestro delle poste imperiali.
Nella successiva Pala di San Bernardino, del 1521, si liberò dell'apparato architettonico, inserendo la scena in aperta campagna con la Madonna e il Bambino in una zona d'ombra data da un tendone scivolante dai gradini del trono, teso da quattro angeli potentemente scorciati, con ai lati alcuni santi a colloquio. Lo sguardo penetrante che l'angelo ai piedi del trono rivolge allo spettatore vuole stabilire un legame, coinvolgerlo in una conversazione a cui tutti possono e sono chiamati a partecipare.
Contemporanea è la Pala di Santo Spirito, nell'omonima chiesa bergamasca, e di analogo impianto, anche se con una rappresentazione più complessa; nel san Giovannino si può vedere un riferimento a Raffaello, mentre saranno di ispirazione per Correggio gli angeli che fanno corona alla Madonna. Tra il 1519 e il 1522 realizza il Polittico di Ponteranica nella chiesa dei santi Vincenzo e Alessandro.

#### L'oratorio Suardi

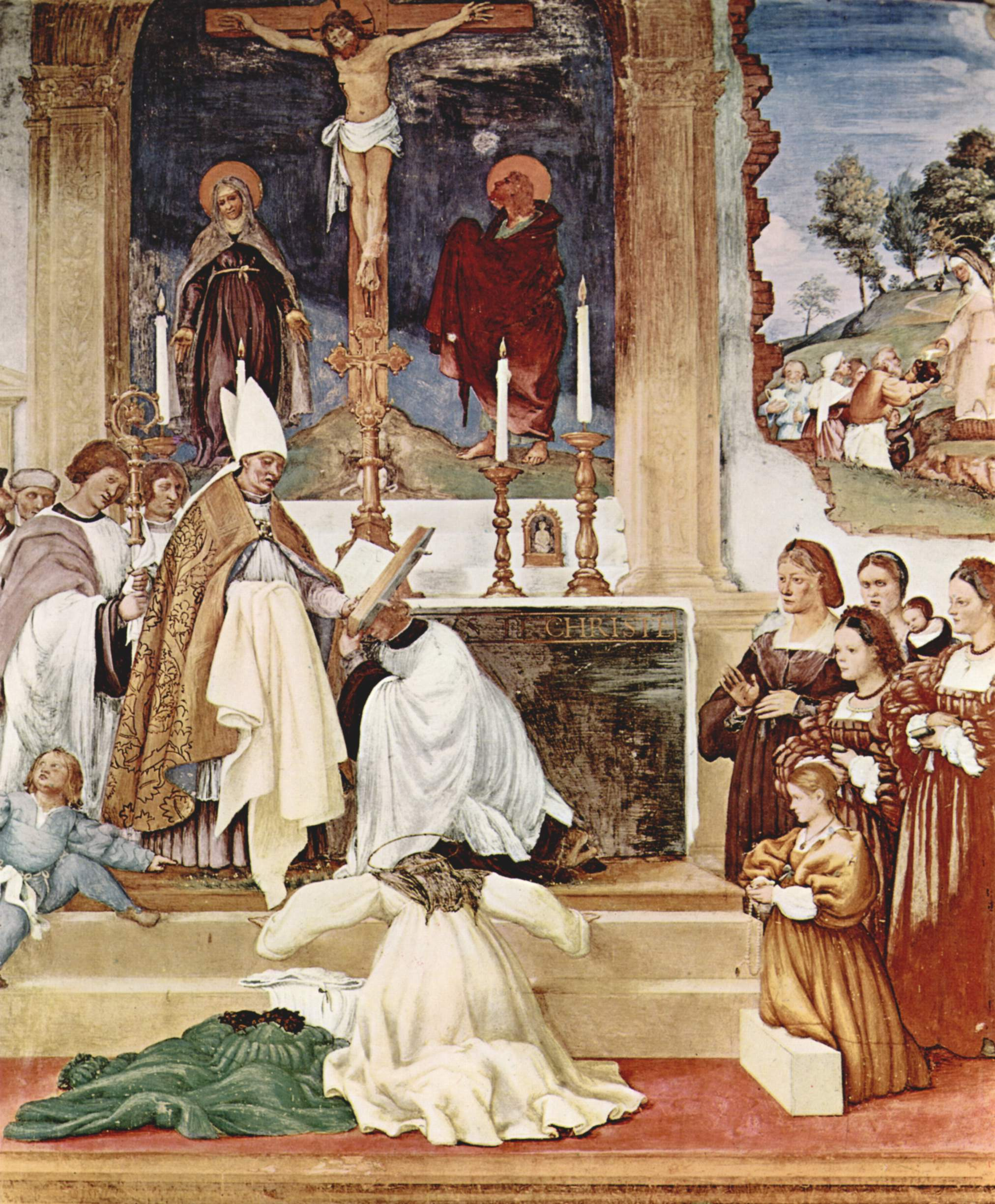
Vestizione e elemosina di santa Brigida, 1524
Trescore Balneario, Oratorio Suardi

Nel 1524 Lotto ricevette dal nobile Giovan Battista Suardi, appartenente a un'importante famiglia bergamasca, la commissione di decorare l'oratorio privato annesso alla villa di famiglia a Trescore Balneario, non lontano da Bergamo.
La decorazione, eseguita nel corso dell'estate 1524, comprendeva il soffitto, affrescato con un finto pergolato nel quale giocano dei putti, la controfacciata con Storie delle sante Caterina e Maddalena e le due pareti laterali con, da una parte, le Storie di santa Brigida e nell'altra, le Storie di santa Barbara; nel complesso il programma iconografico è la celebrazione della vittoria di Cristo sul male, annunciato dai profeti e dalle sibille, garantita e confermata dalla vita dei santi.
La raffigurazione delle Storie di santa Brigida è resa discontinua dall'intrusione, nelle pareti dell'oratorio, dell'ingresso e di due finestre; il Lotto fu costretto così a realizzare tre scene distinte, ognuna delle quali contiene diversi episodi della vita della santa, unite da un finto muro continuo sul quale si aprono dei tondi dai quali si affacciano i profeti e le sibille. Nella scena con La vestizione di santa Brigida, dove è ritratta anche la famiglia del committente, la scena principale si svolge davanti a un'abside; sull'altare è dipinta una natura morta composta di oggetti sacri - forse un ricordo della Messa di Bolsena di Raffaello - e il muro sulla destra della chiesa è rappresentato in rovina e l'immagine si apre su una veduta di campagna dove appare la scena con l'Elemosina di santa Brigida.
Le Storie di Santa Barbara, alle spalle di una grande figura di Cristo-vite, con le dita che si prolungano in tralci verso medaglioni entro i quali sono rappresentati santi che respingono gli eretici che, muniti di scala e roncole, tentano di tagliare i tralci della vite; in secondo piano, si inseriscono figure più piccole lungo una serie di edifici e di squarci paesaggistici, in una serie di minuti e brillanti episodi, sfocianti in una scena di mercato. Lotto creò quindi una storia senza eroi, svolta per aneddoti, e perciò prossima alle rappresentazioni del nord Europa, che non può che essere antiretorica e perciò anticlassica, come mostrano anche gli accordi inconsueti dei timbri dei colori, il giallo col viola, il rosa col verde, il bianco col bruno. Anche in questo caso dovette avere un ruolo importante l'esempio del Sacro Monte di Varallo.

#### Gli intarsi di Santa Maria Maggiore

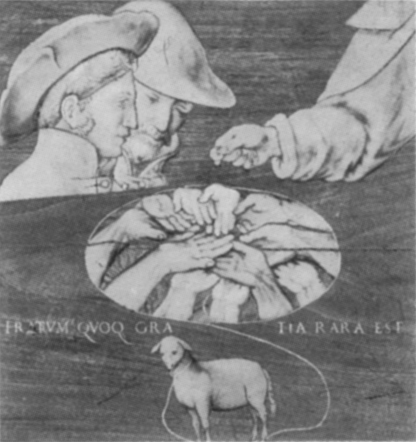
Ritratti di Lotto e del Capoferri nella tarsia Fratrum quoque gratia rara est

Nel 1524 ricevette anche la commissione per un disegno da tradurre in intarsio per il coro di Santa Maria Maggiore. L'opera ebbe successo e l'artista realizzò, negli anni seguenti, anche dopo la sua partenza, una cinquantina di cartoni destinati ai quattro pannelli grandi della transenna, con altrettanti coperchi protettivi, e agli stalli, pure dotati di coperture.
In questo lavoro, ottimamente tradotto dagli intarsi di Giovan Francesco Capoferri, Lotto dimostrò tutta la ricchezza semantica del suo linguaggio, di notevole efficacia visiva. Soprattutto i "coperti", montati in seguito come veri e propri stalli, sono ricchi di simboli affascinanti, allusivi con una sintesi talvolta spregiudicata, ad episodi biblici. Tali "imprese geroglifiche", che Lorenzo disegnava discutendone con gli eruditi bergamaschi del Consorzio della Misericordia, intendevano mostrare le corrispondenze latenti tra i diversi episodi sacri e le teorie esoteriche tratte dal sapere alchemico.

#### Verso la fine del soggiorno
Nel 1525 l'artista eseguì altri affreschi in piccole chiese, le Scene della vita di Maria nella chiesa di San Michele al Pozzo Bianco e una frettolosa Natività a Credaro.
Nel 1526 il suo soggiorno bergamasco volgeva al termine. Sentendosi nel pieno della maturità e sicuro delle proprie capacità, Lotto accettò commissioni dalle Marche, per poi decidersi a ritentare la strada della capitale, Venezia. Per prepararsi la strada e ingraziarsi ancora una volta i domenicani, in quell'anno dipinse il Ritratto del Frate Guardiano del convento di Zanipolo (Museo civico, Treviso), e poi tornò nella propria città natale, senza tuttavia interrompere i rapporti con i committenti lombardi, destinati a durare ancora qualche tempo soprattutto riguardo alla fornitura dei disegni per le tarsie. Controversie sul lavoro con i committenti portarono Lotto a non mettere mai più piede a Bergamo.

### Ritorno a Venezia

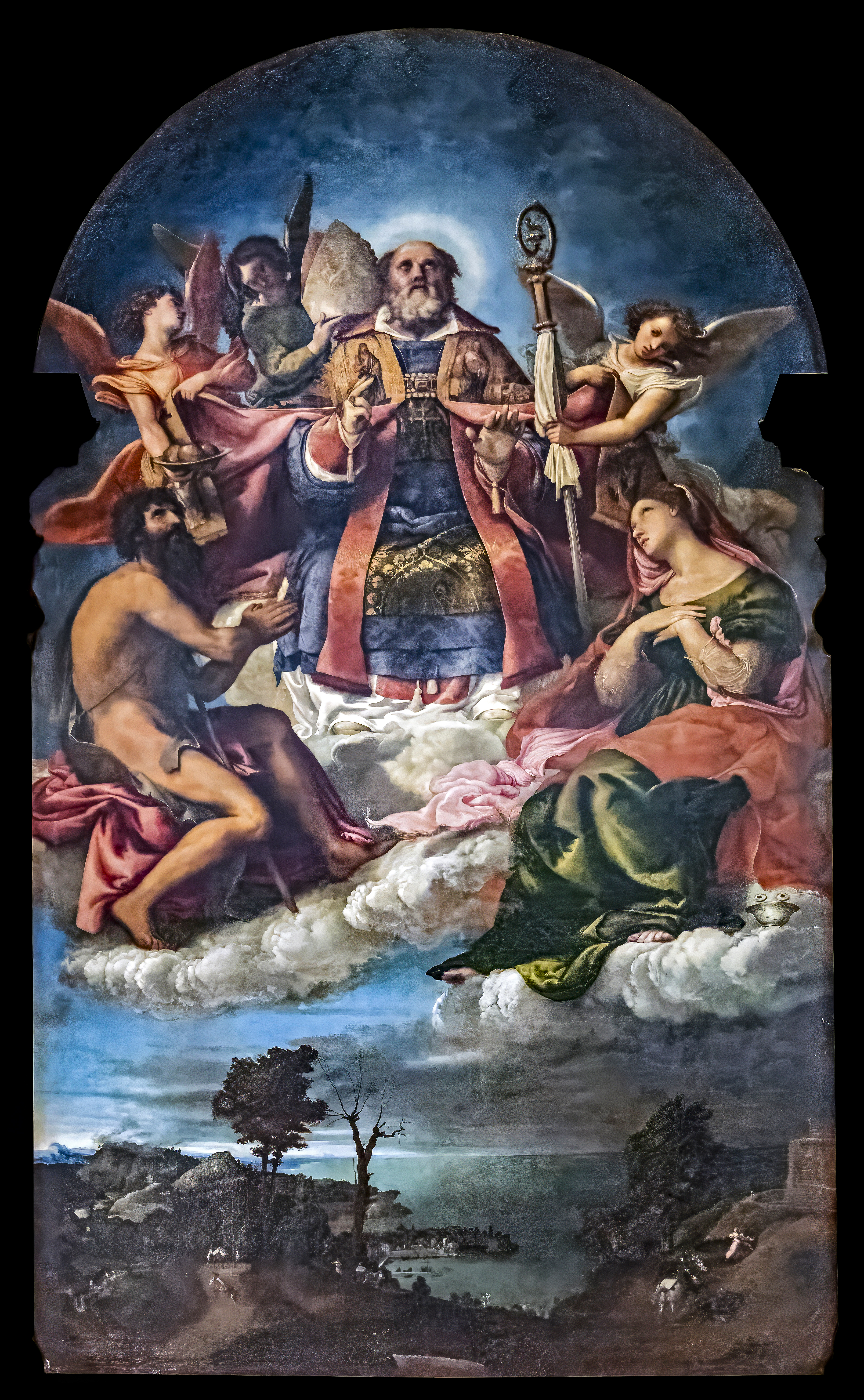
San Nicola in gloria (1527-29), Venezia, Santa Maria dei Carmini.

Il 1527 non fu una scelta azzeccata per il rientro a Venezia. In quell'anno infatti lo scenario era sconvolto da gravi fatti, come il Sacco di Roma, che provocò la migrazione di numerosi artisti e intellettuali dalla Città Eterna alla Laguna, tra cui soprattutto Pietro Aretino e Jacopo Sansovino. Ciò diede origine a una fervida fase di iniziative volte a dare alla città un volto da "Nuova Roma", con Tiziano quale indiscusso protagonista e mattatore della scena pittorica.
Inizialmente Lotto dovette comunque preoccuparsi poco della concorrenza, grazie al buon numero di contatti per opere religiose destinate alle valli bergamasche e alle Marche, nonché un discreto numero di richieste per prestigiosi ritratti privati, a cui si aggiunse la rinnovata amicizia col Sansovino.
Tra il 1527 e il 1532 lavorò alacremente, con capolavori come il Gentiluomo nello studio o il Ritratto di Andrea Odoni e opere religiose che non erano destinate a Venezia ma alla provincia, come il Polittico di Ponteranica e l'Annunciazione di Recanati, uno dei suoi capolavori più noti, in cui i protagonisti sono animati da un'umanissima trepidazione.
Per ottenere una commissione religiosa a Venezia dovette aspettare il 1529, quando la chiesa del Carmine gli richiese un San Nicola in gloria: la critica moderna vi riconosce un capolavoro, ma nell'ambiente dell'epoca la pala venne accolta malissimo. Ludovico Dolce, il biografo di Tiziano, additò l'opera come "assai notabile esempio di cattivo colorire", senza percepirne la novità dell'invenzione del paesaggio, un notturno modernissimo ripreso dall'alto, a volo d'uccello. Si posero così le basi per un duro ostracismo.
Il lavoro comunque non mancava ed accanto ad opere minori per Bergamo e la provincia, erano soprattutto le Marche a richiedergli imponenti tavole.
Fu proprio in questo periodo che scrisse a Venezia il suo primo testamento datato 25 aprile 1531, dove nominò suoi curatori testamentari i governatori dell'Ospedale dei Santi Giovanni e Paolo. La sua premura fu stabilire chi doveva conservare i suoi modelli in gesso e cera, i disegni e gli attrezzi. Vennero da lui indicati tre dei suoi primi allievi: Francesco Bonetti, Pietro Giovanni da Venezia e Giulio Vergani. Ad Alessandro Oliverio i suoi attrezzi rimasti a Bergamo, mentre Bonifacio Veronese avrebbe dovuto ultimare alcuni dei suoi dipinti, lasciando a Girolamo da Santacroce alcuni attrezzi da pittura per i suoi figli. Chiedeva inoltre di essere sepolto con l'abito dei domenicani dopo una funzione funebre estremamente sobria..

### Ritorno nelle Marche

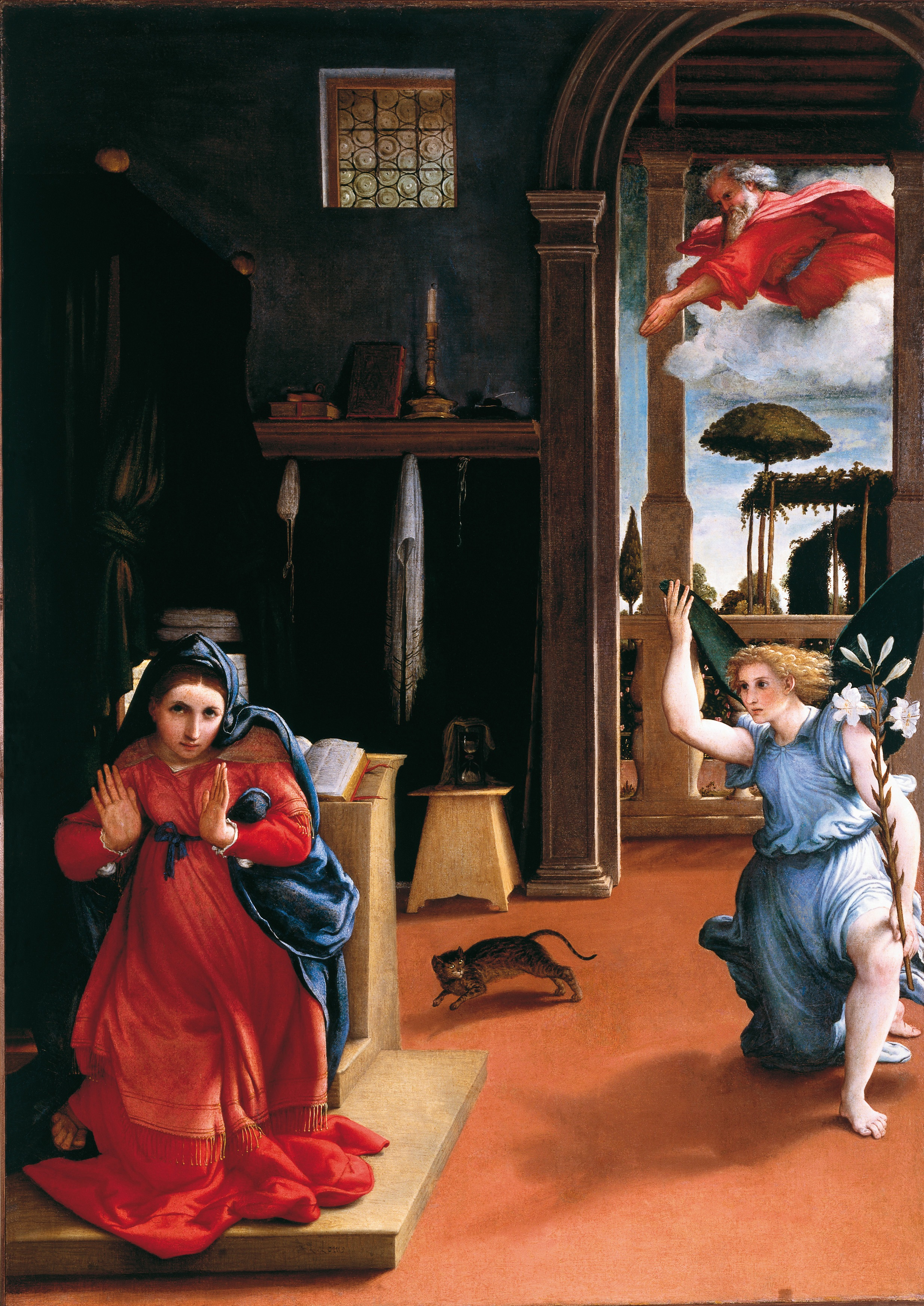
Annunciazione di Recanati (1534 circa)
Recanati, Museo civico Villa Colloredo Mels.

Santa Lucia davanti al giudice (1532)
Pinacoteca Civica di Jesi

Le Marche gli richiesero continuamente imponenti tavole, come la grandiosa Crocifissione (1531) di Monte San Giusto, presso Macerata, dove riaffermò la sua concezione della rappresentazione popolare del fatto religioso, qui mossa e drammatica fino ad anticipare il Caravaggio. Nel 1532 mandò alla Confraternita di Santa Lucia di Jesi la Santa Lucia davanti al giudice, forse il suo capolavoro, esempio di colorismo brillante e di composizione concitata, con una luce che splende sulla santa e trapassa mutevole sui personaggi, indugiando nei particolari della manica gonfia, di un cappello a terra, della bacchetta impotente del giudice, dei volti variamente mossi dei personaggi.
Dal 1534 al 1539 girovagò nella regione, seguendo un itinerario solo in parte ricostruibile a seguito delle opere lasciate: per la nuova sede della Confraternita dei Mercanti di Recanati, dipinse la cosiddetta Annunciazione di Recanati nel 1534; per i domenicani di Cingoli inventò una complessa e felice Madonna del Rosario, dove alle spalle della Vergine, racchiusi in quindici tondi, raffigurò i Misteri del Rosario, mentre tre angioletti, in basso, spargono petali di rose.
Nel 1538 giunse ad Ancona, solo sei anni dopo il colpo di Stato con il quale era stata affossata la repubblica marinara e la città era passata sotto il dominio diretto della Chiesa; la resistenza era stata soffocata nel sangue ed era ancora vivo il ricordo dei giovani amanti della libertà decapitati per ordine del legato pontificio Benedetto Accolti. In questo clima nacque la Pala dell'Alabarda, una sacra conversazione notturna, accorata ed intima, in cui un'alabarda spezzata e capovolta vuole essere un messaggio di speranza per la popolazione ancora sbigottita dai tragici eventi subiti.
Nelle Marche l'arte di Lorenzo Lotto lasciò dei seguaci; tra questi i più importanti sono Giovanni Andrea De Magistris, suo figlio Simone e Durante Nobili, tutti legati al centro di Caldarola, che Lotto frequentò nel quarto decennio del Cinquecento.

#### IlLibro di spese diverse
Ad Ancona, il 16 novembre 1538, Lotto iniziò a scrivere il Libro di spese diverse, un diario prezioso per capire il suo mondo interiore, ricco di riflessioni che rispecchiano le sue aspirazioni e le sue preoccupazioni; ad esso la critica fa spesso riferimento. Fino alla fine dei suoi giorni Lotto compilò questo registro, che venne ritrovato nell'archivio della Santa Casa di Loreto e poi trascritto e pubblicato da Adolfo Venturi nel 1895. Il Libro di spese è un documento straordinario anche per ricostruire le vicende biografiche e il catalogo dell'artista: vi si trovano infatti elencate tutte le opere eseguite dall'artista dal 1540, con importanti informazioni sulle condizioni economiche del pittore.

### Rientro a Venezia e il successivo addio

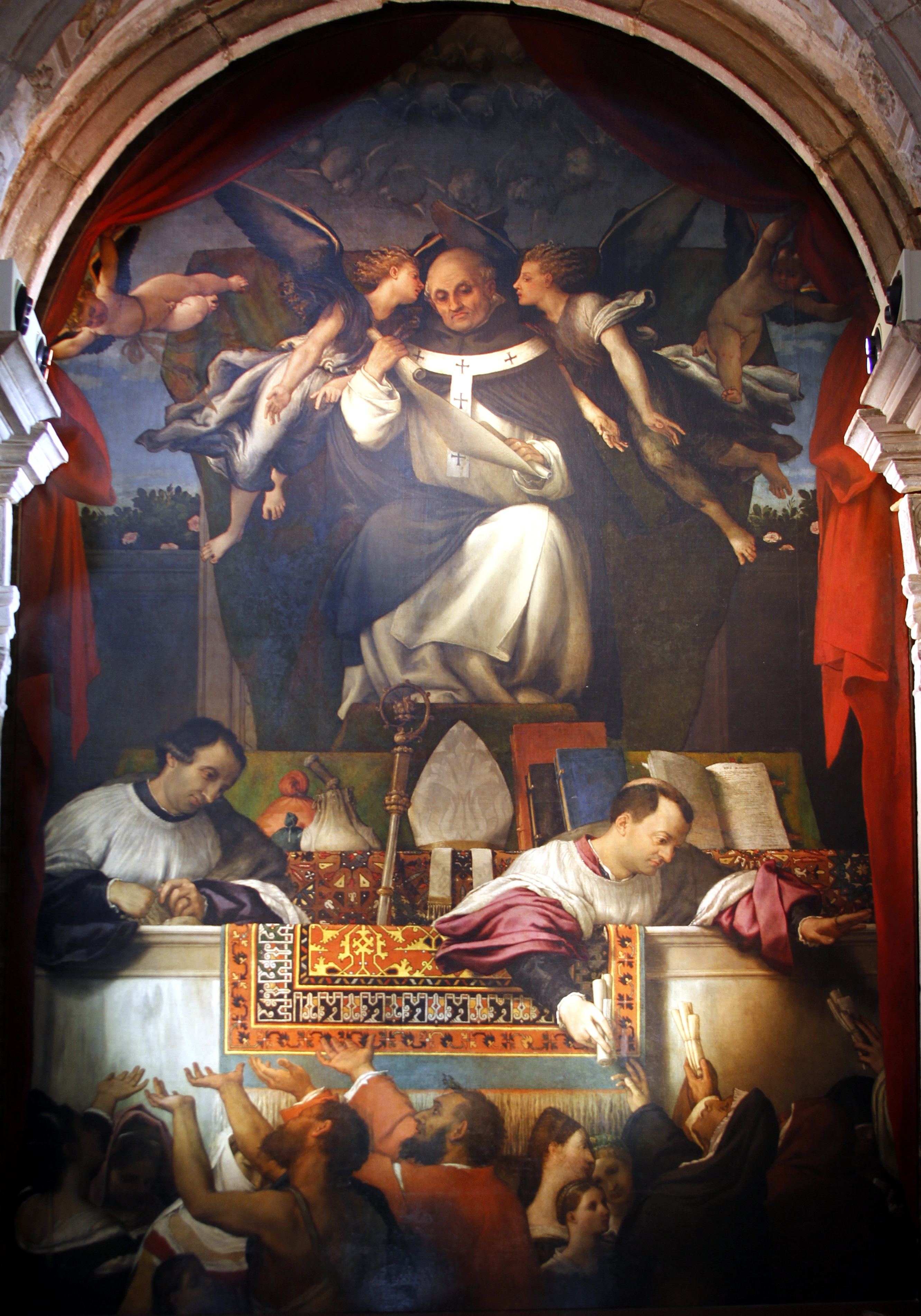
Elemosina di sant'Antonino, Basilica dei Santi Giovanni e Paolo a Venezia.

Dopo aver raccolto il successo della pala di Cingoli, Lotto si preparò al rientro a Venezia. Ancora una volta il momento, il 1539, non si rivelò azzeccato: agli inizi degli anni quaranta l'arrivo di artisti dall'Italia centrale aveva portato una ventata di manierismo (con Francesco Salviati e Giorgio Vasari), alla quale lo stesso Tiziano si adeguò.
Lotto invece era sempre più isolato e dovette subire una serie di umiliazioni: bisognoso di cure, denaro e comprensione, non riuscendo a provvedere a se stesso da solo, si dovette trasferire nella casa di un nipote.
Gli anni tra il 1540 e il 1548 li passò facendo la spola tra Venezia e Treviso, tra notevoli difficoltà economiche; è il periodo "più affannoso della vita raminga di Lorenzo Lotto". Nel 1542 dipinse per la chiesa dei Santi Giovanni e Paolo l'Elemosina di sant'Antonino, un'opera ancora carica di patetismo popolare e affettuoso realismo, in cui si allontana dalla retorica tizianesca e dalle stilizzazioni raffinate e complesse dei manieristi. Il lavorò passò nel silenzio e l'indifferenza generale.
I ritratti eseguiti in questi anni, come l'Anziano gentiluomo con i guanti o il Gentiluomo trentasettenne, sono carichi di angoscia esistenziale, con colori smorzati e mesti, mentre le opere religiose, destinate magari a committenti privati, sono caratterizzate da un tono sempre più marcatamente devozionale.
Sempre nel 1542, in ottobre, provò a trasferirsi a Treviso, dove aveva lavorato in gioventù, senza però riscuotere successo. Sul suo libro dei conti annotò che si spostava per la necessità di condurre una vita più tranquilla lontano dai numerosi "disturbi" della sua sistemazione. Più che a screzi col nipote, con la cui famiglia viveva, si deve forse pensare alle maldicenze sul suo conto legate alla prolungata residenza presso il parente, che avrebbe dimostrato la sua incapacità di provvedere a sé stesso da solo, vivendo a spese di altri. in effetti la sua situazione finanziaria in quegli anni era difficile, tanto da spingerlo a chiedere un prestito a Jacopo Sansovino. Il 17 dicembre 1545 tornò quindi a Venezia.
Nel 1546 per di più si ammalò e venne ospitato dal fraterno amico Bartolomeo Carpan, dove lo assiste la "masareta" Meniga, alla quale l'artista in seguito rimarrà legato da paterno affetto. Nell'anno della malattia dipinse la terza e ultima pala per la sua città natale: la Madonna e santi della chiesa di San Giacomo da l'Orio, dai toni stanchi e rassegnati, gli stessi che si ritrovano nel testamento scritto quell'anno: «Se in questo mio testamento non fo menzione de' parenti consanguinei è per averne pochi e quelli sono comodi e non haver bisogno di poche cose che mi atrovo, quali me averanno per excusato». In tale documento si definiva inoltre, in maniera toccante, come «solo, senza fidel governo et molto inquieto nella mente».
Tra il 1546 e il 1554 Lotto cambiò residenza almeno sette volte e benché riesca ancora a ottenere commissioni pubbliche, come un dipinto votivo per un palazzo pubblico della Serenissima, i suoi introiti sono magri e gli causano disagi e umiliazioni. Fu quindi obbligato a vendere all'asta alcune sue opere nel 1550 ad Ancona aiutato dall'amico Giovanni del Coro.
Nel 1547 Pietro Aretino gli spedì una sarcastica lettera aperta, con la quale vantava la superiorità di Tiziano: lo essere superato nel mestiero di dipingere non si accosta punto a non vedersi agguagliare ne l'offizio de la religione. Talché il cielo vi ristorerà d'una gloria che passa del mondo la laude. Da questa si comprende bene la tagliente e per molti versi ingiusta ironia con cui il Lotto veniva trattato a Venezia, soprattutto dagli intellettuali della cerchia di Tiziano. Ad aggravare la situazione, durante il soggiorno veneziano si diffondono su di lui sospetti di luteranesimo, legati al turbamento del suo animo religiosamente inquieto.
Alle soglie dei settant'anni, l'artista sembrò ormai al crollo di ogni speranza e il Ritratto di fra' Gregorio Belo espresse tutto il senso di solitudine, tormento e angosce interiori del pittore.
Nel 1549, affidandosi al tramite dell'amicizia di vecchia data con Jacopo Sansovino, il pittore decise di vendere tutti suoi averi, tra cui qualche gemma e dei quadri e partì per le Marche. I dipinti rimasero però invenduti, e l'anno successivo gli vennero spediti ad Ancona.

### Ritorno ad Ancona

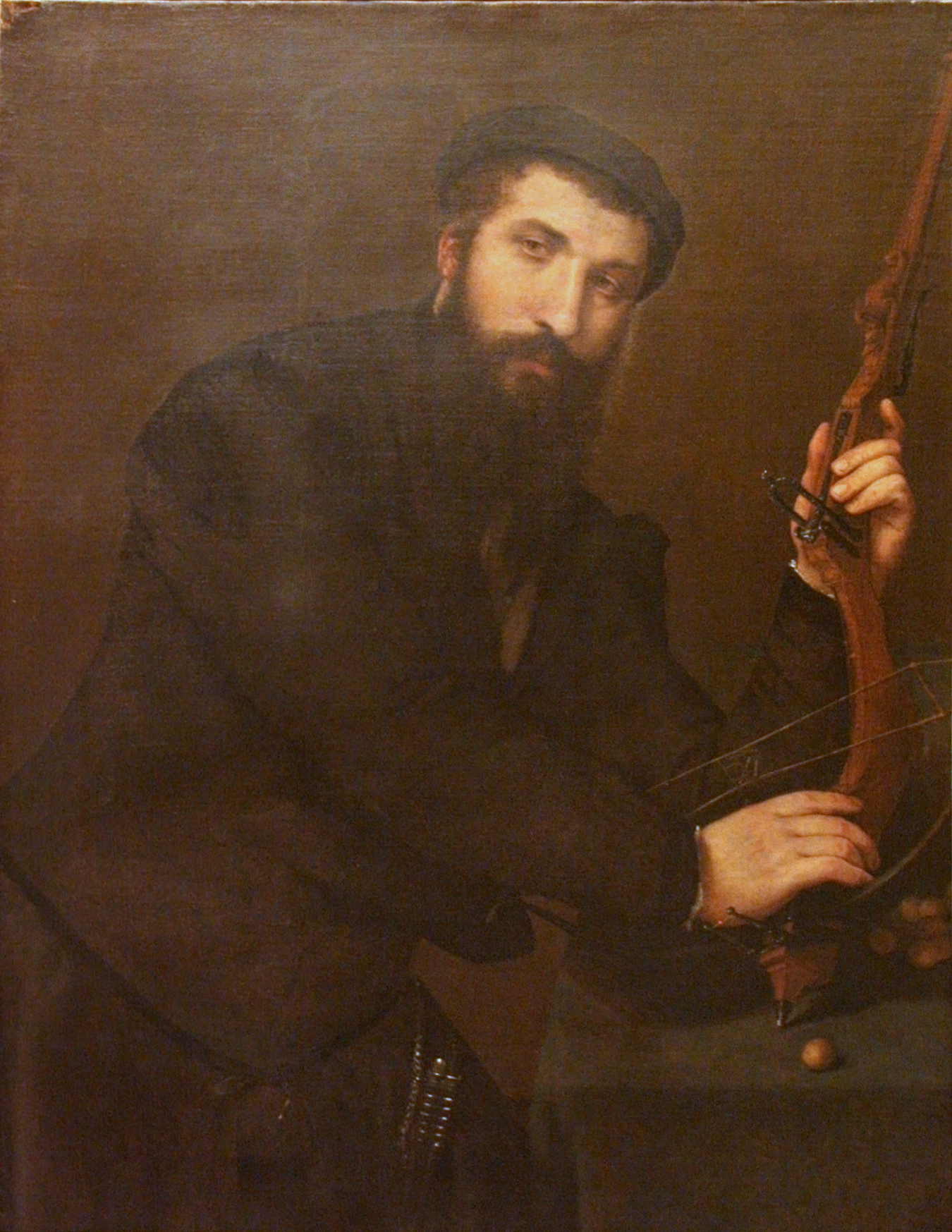
Ritratto di balestriere
dipinto ad Ancona conservato nella Pinacoteca Capitolina

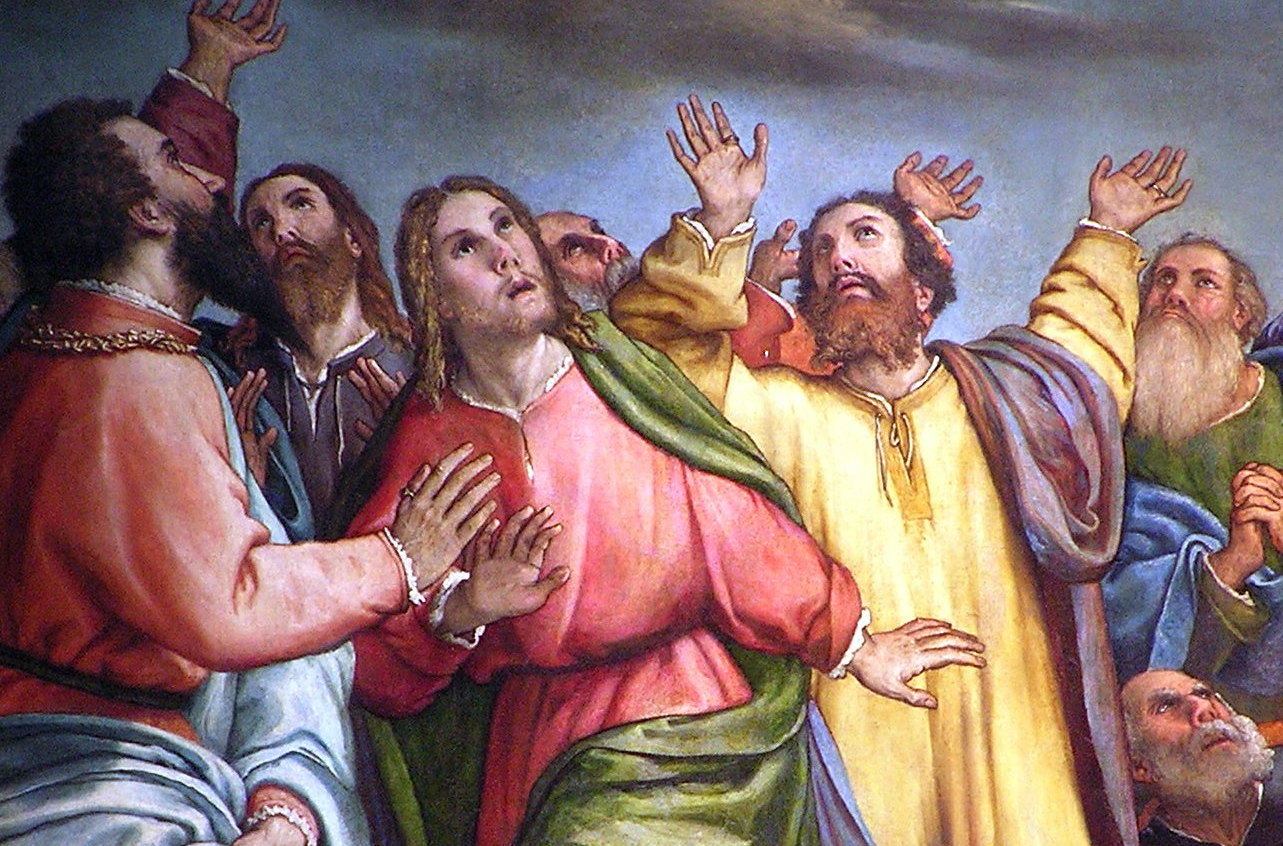
Particolare dellAssunzione
chiesa di San Francesco alle Scale di Ancona

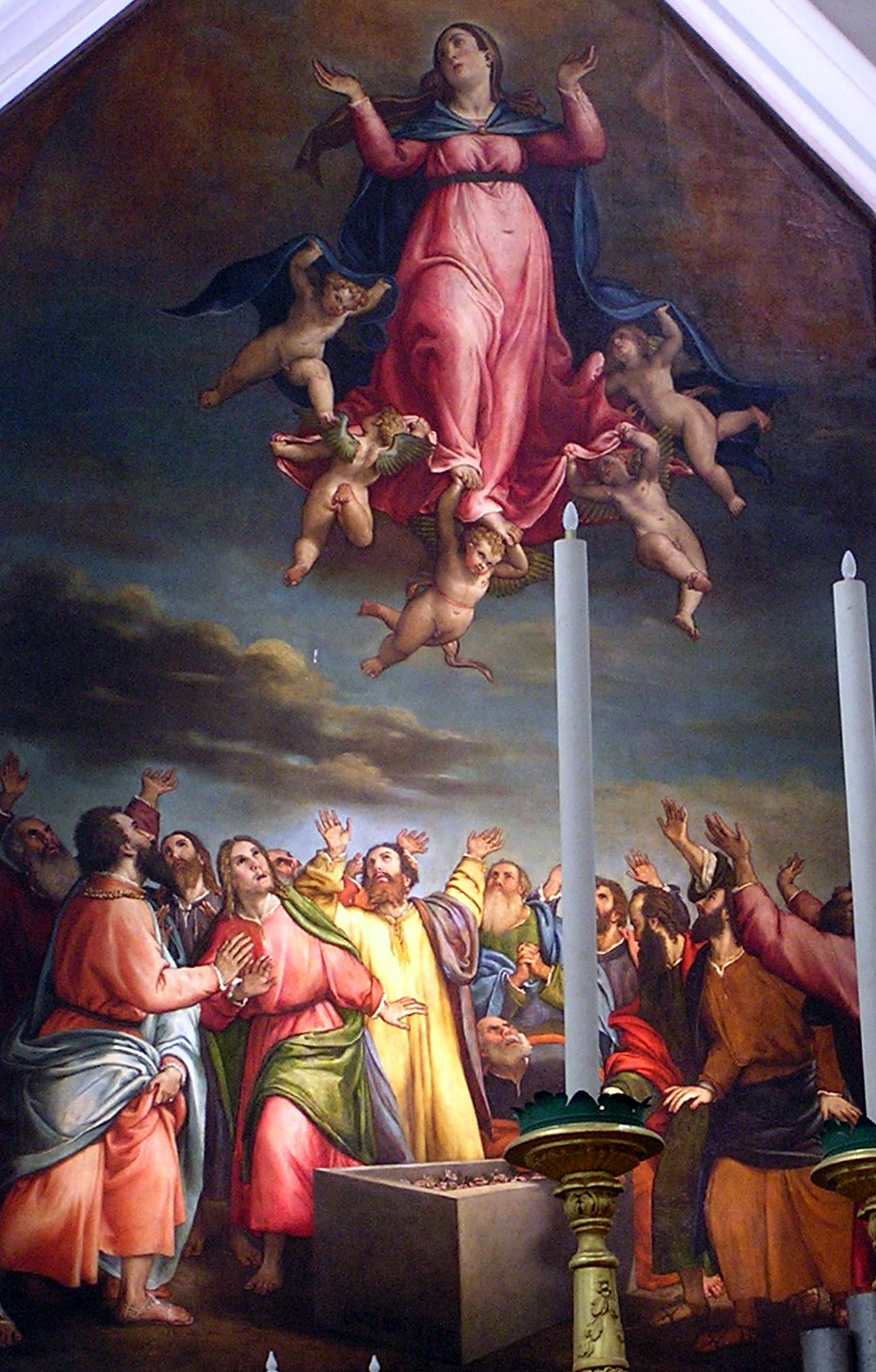
Assunzione
Ancona, chiesa di San Francesco alle Scale

Si diresse quindi ad Ancona, dove aveva già lavorato nel 1538. Le Marche erano ormai per lui una seconda patria. Questa volta era stato chiamato dai francescani per dipingere l'Assunta per la chiesa di San Francesco alle Scale; durante l'esecuzione della pala avrebbe alloggiato nel convento dei frati.
Nel frattempo a Venezia l'amico che lo aveva assistito ed ospitato, Bartolomeo Carpan, venne accusato di eresia insieme a suo nipote; fu perciò incarcerato e ritrovò la libertà solo dopo aver abiurato. Il nipote del Carpan riuscì a fuggire e si recò ad Ancona. Lorenzo Lotto, dimostrando coraggio e indipendenza di giudizio, lo accolse e, nonostante le ristrettezze in cui si trovava, gli donò il denaro necessario a proseguire la fuga. 
La Pala dell'Assunta di Ancona si distacca da quella analoga di Asolo per il senso di smarrimento angosciato che gli apostoli hanno di fronte alla Vergine che svanisce tra le nubi; questo sentimento di timore di fronte al miracolo avvicina l'Assunzione anconitana all'Annunciazione di Recanati.
Quando il lavoro fu terminato Lotto decise di rimanere ad Ancona e cercò una casa in affitto; nel frattempo, per guadagnare un po' di denaro, decise di vendere i dipinti che aveva con sé, come già aveva tentato di fare a Venezia, senza successo. Organizzò alla Loggia dei Mercanti un'asta pubblica delle proprie opere, tra cui persino i disegni delle tarsie di Bergamo, da cui non si era mai staccato. Si tratta di un chiaro indizio di ristrettezze economiche: Lotto era ormai sull'orlo del fallimento. L'operazione, dalla quale si aspettava di ricavare 400 ducati, non andò affatto bene, e Lotto ne racimolò appena 39.
Si risollevò però dalla mancata vendita ottenendo in città varie commissioni: nel 1551 dipinse per la chiesa ortodossa di Sant'Anna dei Greci tre tavole in stile iconico bizantino inserite nel primo registro dell'iconostasi: la Visitazione di Sant'Elisabetta, la Santa Veronica e l'Angelo che regge la testa di San Giovanni Battista, opere scomparse (ma non distrutte) a seguito del bombardamento aereo della chiesa durante la seconda guerra mondiale.
Altre commissioni anconitane furono quelle per la chiesa di Santa Maria Liberatrice (Santi Rocco e Sebastiano; Santi Francesco e Giovanni Battista) e qualche ritratto, come il Balestriere, poi alla Pinacoteca Capitolina.
Passando il tempo, il pittore divenne più stanco e debole, e ricorse sempre più all'aiuto della sua bottega, in cui lavorò dal 1550 al 1553 Durante Nobili da Caldarola, che dopo l'apprendistato diffuse nelle Marche gli stilemi del suo maestro. Vari assistenti si avvicendarono, alcuni validi aiuti, altri purtroppo di basso profilo e scarsa affidabilità: uno fu allontanato poiché indisciplinato, uno se ne andò con una scusa senza fare più ritorno, un altro scappò con denaro e oggetti del maestro.

### Oblato della Santa Casa di Loreto

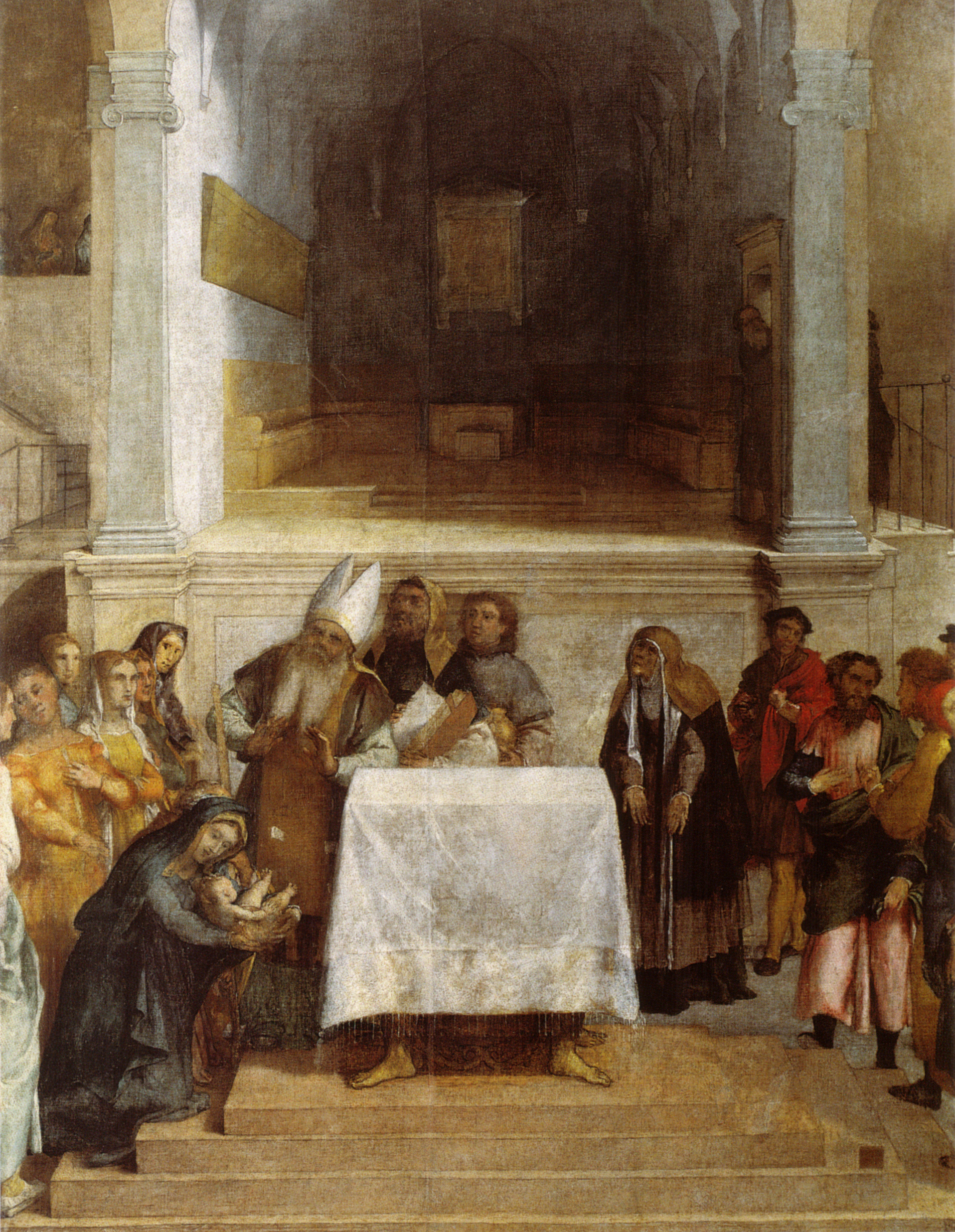
Presentazione al Tempio, 1555, Loreto, Palazzo Apostolico

Nel 1552 iniziò a frequentare la Basilica della Santa Casa di Loreto, dove si trasferì definitivamente nel 1554 quando si fece "oblato", donando all'istituzione tutti i suoi beni e soprattutto sé stesso. Per questo motivo ancor vi si trova un buon numero di opere di Lotto nel Museo Pontificio della Santa Casa, situato nell'ala occidentale del Palazzo Apostolico di Loreto.
A Loreto avvenne il contatto tra il pittore Simone De Magistris e il Lotto, breve ma foriero di conseguenze artistiche. Era stato Durante Nobili a condurre il conterraneo De Magistris dal suo maestro.
Le ultime tele, dipinte quando il maestro è malato e stanco, ma probabilmente sereno, mostrano una mano tremante e una cromia cupa.
La Presentazione al Tempio è considerata dalla critica moderna il suo testamento spirituale. Priva come sempre di ogni retorica ma ricca di una composta e penetrante commozione, è la sua ultima tela: in alto a destra, vi fa capolino una figura di vecchio dalla lunga barba bianca, nella quale si è voluto riconoscere il pittore nel suo estremo saluto.
L'ultima notizia che abbiamo di Lorenzo Lotto è che nel 1556 inviava quattro scudi d'oro al suo amico Bartolomeo Carpan perché li consegnasse alla "masareta" Meniga, che un giorno lo aveva assistito amorevolmente e che ora stava per sposarsi. Entro il luglio 1557 morì, nel più assoluto silenzio: non si hanno notizie nemmeno delle esequie.

## Il ritrattista

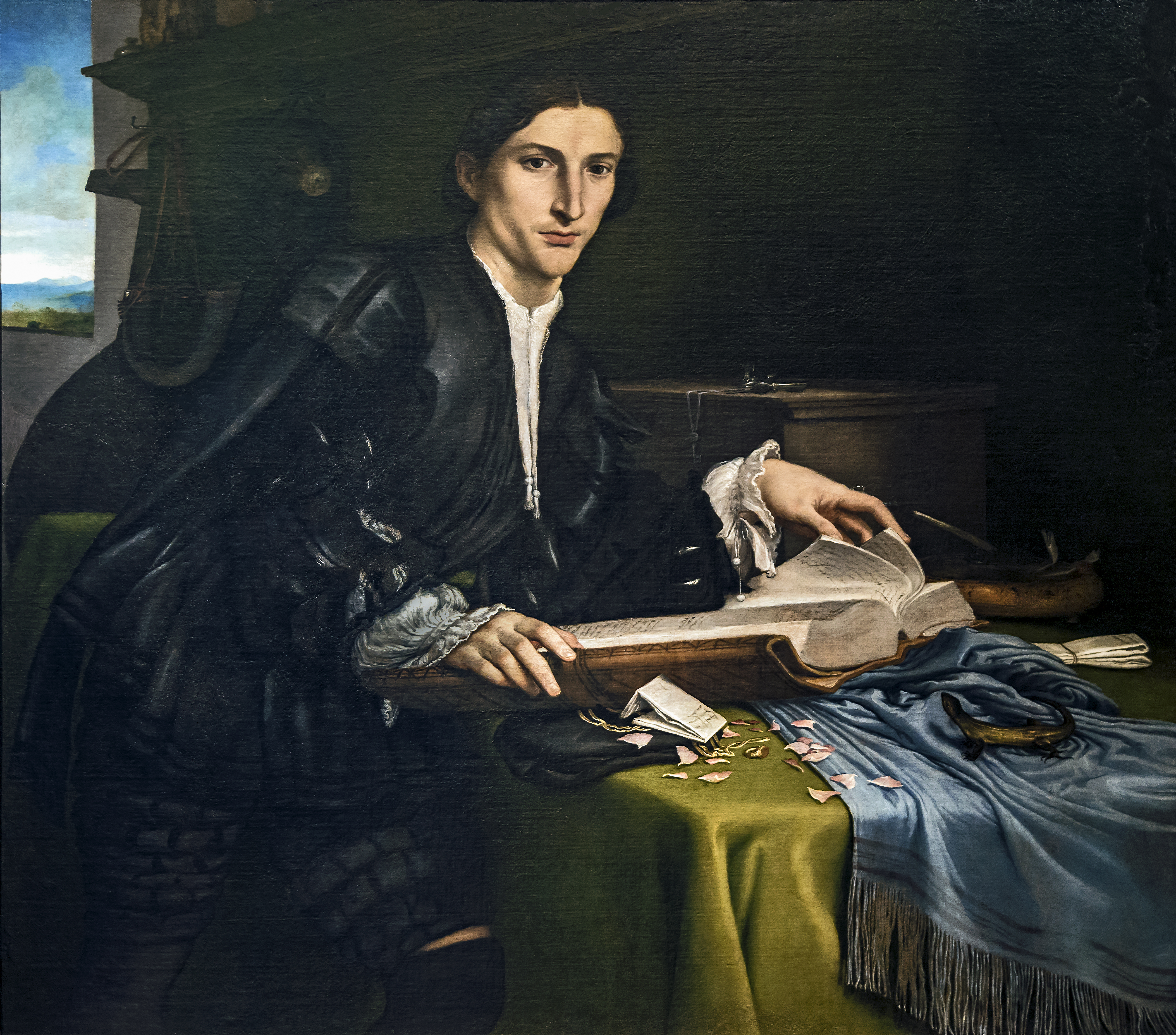
Giovane malato, 1527
Venezia, Gallerie dell'Accademia

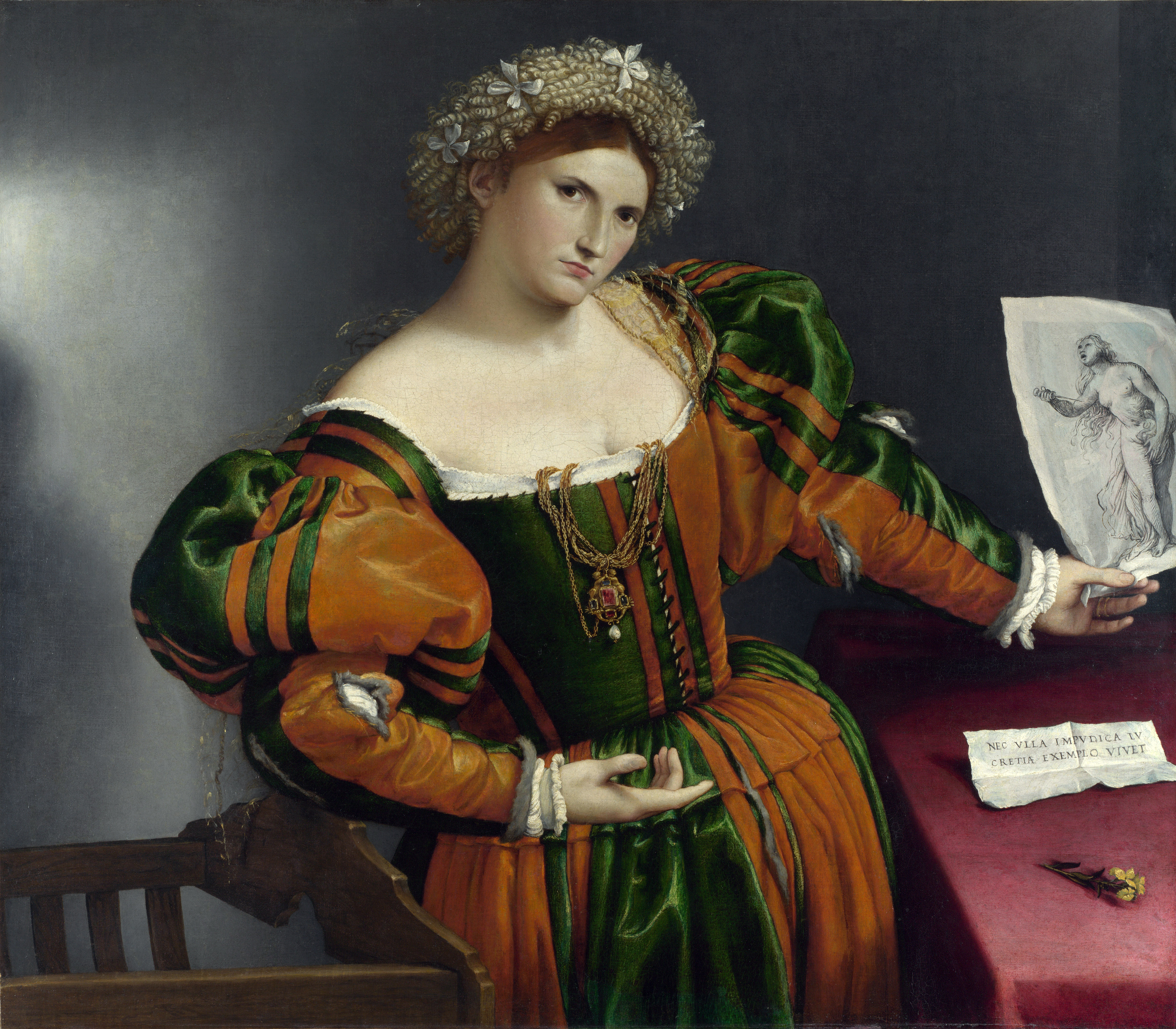
Ritratto di gentildonna nelle vesti di Lucrezia
Londra, National Gallery

Lorenzo Lotto fu un grandissimo ritrattista perché considerò sempre ogni individuo non il protagonista di una storia, ma una persona qualunque, fra le tante:
La grande scoperta, che fa la modernità del Lotto, è appunto quella del ritratto come dialogo, scambio di confidenza e di simpatia, tra un sé e un altro: per questo i ritratti lotteschi sono testimonianze autentiche e attendibili, anche se la descrizione fisionomica non è più minuziosa e precisa che nei ritratti di Tiziano. Non lo è perché all'artista non interessa fissare il personaggio come obbiettivamente è, ma come è nel momento e nell'atto in cui si qualifica, si rivolge a un altro, si prepara a uno schietto rapporto umano. Non dice: ammirami, io sono il re, il papa, il doge, sono al centro del mondo; ma dice: così sono fatto dentro, questi sono i motivi della mia malinconia o della mia fede, o della mia simpatia verso gli altri.
Nel ritratto-dialogo, l'attitudine del pittore è quella di un confessore, dell'interlocutore che pone le domande, interpreta le risposte [...] e la bellezza che fa irradiare, come una luce interna, dalle sue figure, non è un bello naturale né, a rigore, un bello spirituale o morale, ma semplicemente un bello interiore tradito, più che rivelato, da uno sguardo, da un sorriso, dalla pallida trasparenza del volto o dallo stanco posare d'una mano.»
(Argan)

## Itinerario critico
(Lanzi)
(Arcangeli)

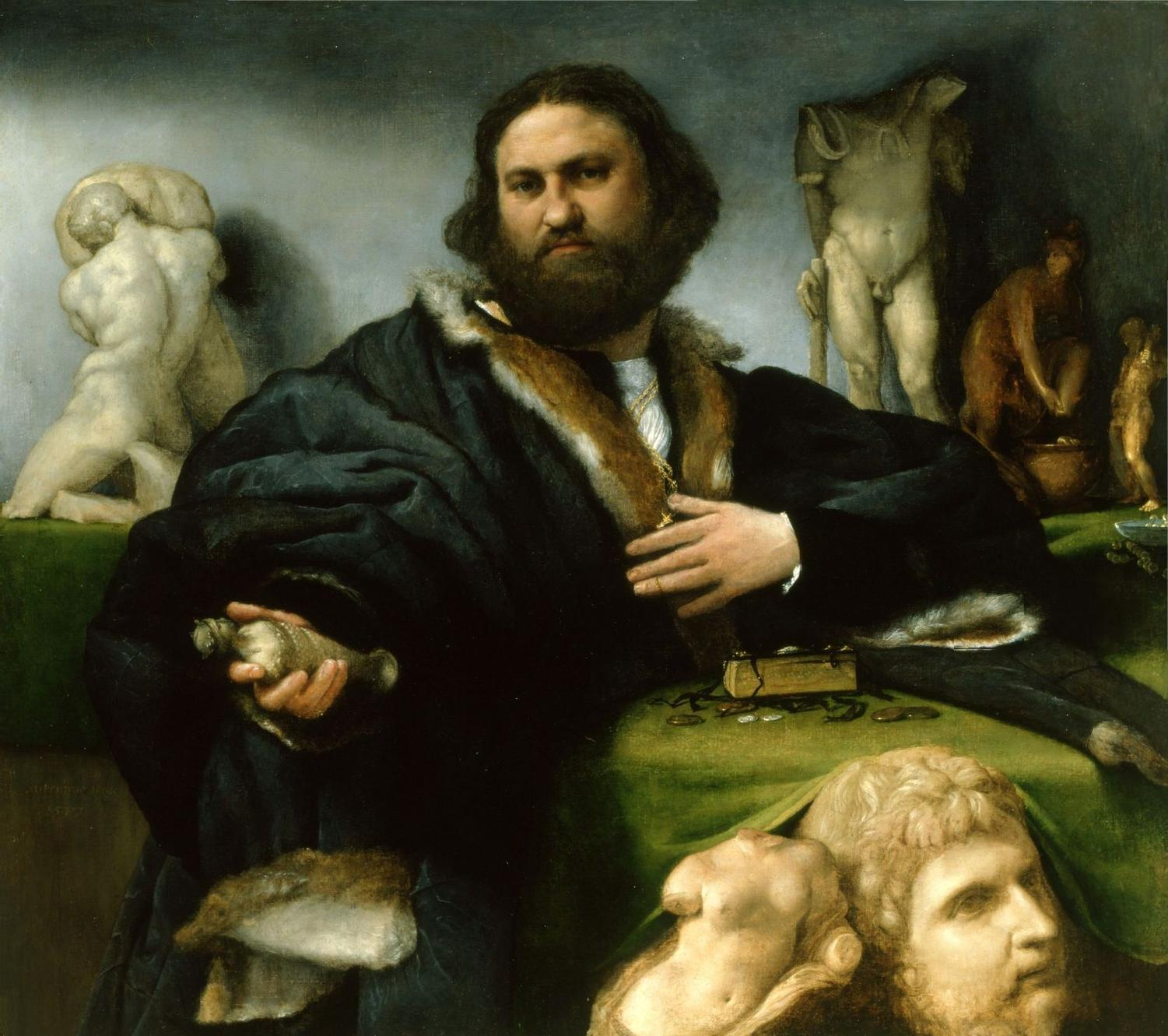
Ritratto di Andrea Odoni (1527)
Hampton Court, Collezioni reali

Imprevedibile, autonomo, qualche volta persino beffardo, il Lotto elabora un'espressione figurativa indipendente, difficilmente inquadrabile in una corrente eppure collegabile, per via diretta, a una lunga serie di relazioni. Pochi altri maestri del Cinquecento hanno avuto così vaste conoscenze dell'arte contemporanea: Lotto le ha sapute sfruttare fino in fondo, ricavandone spunti sempre importanti ma mai decisivi. Così, si possono via via indicare riferimenti a Giovanni Bellini, Alvise Vivarini, Giorgione, Dürer, Raffaello, Leonardo da Vinci, Correggio, Moretto, Gaudenzio Ferrari, Tiziano, Savoldo.
[…] Il lungo percorso trascorso a Bergamo è forse il più ricco di idee e di soluzioni [...] non c'è dubbio che l'arrivo in Lombardia significhi un contatto diretto con l'arte di Leonardo e con il gruppo dei leonardeschi, ma l'influsso di prima mano è ravvisabile solo in un arco produttivo molto ridotto [...]. Col gruppo dei bresciani, Moretto, Romanino, Savoldo, condivide l'appartenenza a un'area veneto–lombarda di confine, e una committenza che ha esigenze simili; con Gaudenzio Ferrari, un senso di epos popolare ma non dimesso; con il Pordenone, il gusto per immaginazioni coraggiose e gesti monumentali. Interessante, ma non documentabile in modo inoppugnabile, il contatto con l'area tedesca e in particolare con Hans Holbein, mentre ricco di sviluppi è il misterioso riferimento reciproco con il Correggio [...].
A Venezia si scontra con un ambiente dominato da Tiziano, troppo lontano dalla sua arte. In vent'anni riceverà la richiesta di tre soli dipinti, bloccato da un ostracismo che è durato fino al XX secolo. Solo nel 1895, infatti, grazie a Bernard Berenson, i critici hanno osato riscoprire un maestro che, nel passato, è stato considerato un esempio negativo, da additare per mostrare come non bisogna dipingere […] il recupero del Lotto è una delle maggiori conquiste del Novecento: le composizioni religiose e, soprattutto, i ritratti sono oggi considerati dagli studiosi e dal pubblico tra i dipinti più emozionanti del Cinquecento.»
(Zuffi)
(Pietro Aretino 1548)

## La questione religiosa

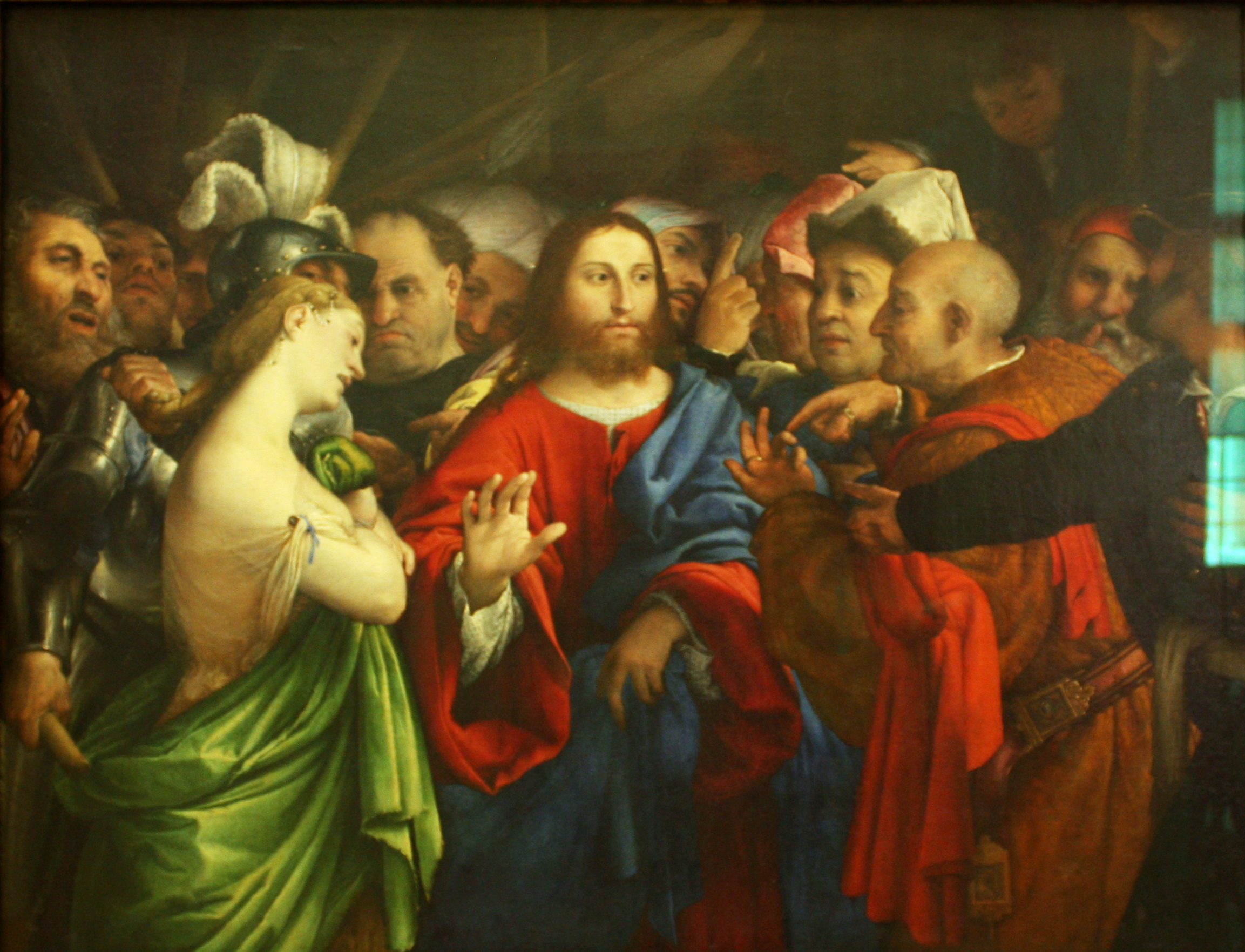
Gesù e l'adultera, Louvre (1528)

Lorenzo Lotto visse e lavorò in un contesto storico che vede l'affermarsi e il diffondersi della Riforma protestante e la nascita della conseguente Controriforma cattolica.
In particolare modo, i contrasti religiosi sono particolarmente acuti a Venezia, città natale del pittore in cui egli vivrà in maniera discontinua tra 1525 e 1549.
Proprio in quegli anni, assistiamo allo scontro ideologico e politico tra la Serenissima e il papato sulla questione religiosa.
La Repubblica veneziana ha infatti una tradizionale autonomia per quanto riguarda la sua identità religiosa, data dal retaggio ideologico tardo medioevale che attribuiva al doge poteri di Principe della Repubblica e Principe della Chiesa, ed era in conflitto storico con lo Stato pontificio (vedi ad esempio le recenti Guerre d'Italia e la sconfitta di Agnadello).
Inoltre i rapporti commerciali con le città tedesche, la presenza di molti stranieri in città e la mentalità aperta dei suoi abitanti, abituati a ogni genere di costumi e usanze, la rendeva particolarmente permeabile alle nuove idee allora in corso di diffusione.
Non bisogna infine dimenticare il ruolo centrale delle stamperie veneziane, che permisero la diffusione di testi e libri eterodossi.
È a Venezia infatti che compare una prima traduzione in italiano di una silloge di scritti luterani (nel 1525, proprio l'anno di arrivo di Lotto), che viene stampata la Bibbia in volgare di Antonio Brucioli (da Gian Maria Giunti, amico di Lotto, il quale forse collaborò alle incisioni del frontespizio) e numerosi altri libri non in linea con l'ortodossia cattolica.
È a Venezia che predicano Frate Galateo, l'Ochino, fra Agostino (tutti condannati dall'Inquisizione). La città inoltre si ribella al potere supremo papale imponendo la presenza di Tre Savi Laici ai processi inquisitori (1547).
Dato il contesto storico, è possibile che Lotto non fosse minimamente sfiorato dalla disputa religiosa?
Per rispondere bisogna considerare anche che negli anni 1540 l'Inquisizione aprì una serie di processi a carico di vari gioiellieri e commercianti di pietre di via Rialto, a Venezia, accusati di essere eretici. Tra questi troviamo vari amici o conoscenti del Lotto: Bartolomeo Carpan, nominato nel suo testamento e i fratelli Antonio e Vittore, Caravia (che frequentava la casa del Carpan come Lotto), Giovan Battista Ferrari.
Il nipote del Lotto, Mario d'Arman, che lo ospitò in casa sua dal 1540 al 1542, fu inquisito e assolto tra 1559 e 1560. Sul suo «Libro di spese», Lotto scrive che ha dipinto “doi quadretti del retrato de Martin Luter et suo moier che misser Mario donò a Tristan per li ornamenti dorati”  il 7 ottobre 1540.
Visti i documenti è chiaro che tra gli anni '20 e '40 Lotto fu vicino o frequentò ambienti interessati al pensiero luterano e quindi considerati eretici, ma in che misura egli vi aderì (visto anche che ben poco traspare dalle sue opere) non ci è dato sapere.